# Anadolu Ateşi
Anadolu Ateşi (Ogień Anatolii) – turecka grupa taneczna, założona w 1999 roku. Liczy obecnie 120 tancerzy.

## Historia zespołu
Założycielem zespołu jest Mustafa Erdoğan, który wcześniej prowadził zajęcia z tańca ludowego na uniwersytecie Bilkent w Ankarze. Erdoğan zamierzał stworzyć grupę łączącą tradycyjne tańce anatolijskie z tańcem nowoczesnym i baletem. W 1999 założył grupę Sultans of the Dance i zebrał w niej 90 tancerzy, wyłonionych na drodze eliminacji. Pierwsze występy grupy miały miejsce w 2001, a rok później wyjechała na tournée po kraju, już pod obecną nazwą. W opinii twórcy zespołu grupa jest jednym z trzech najliczniejszych zespołów tanecznych świata. Wystąpiła w ponad 85 krajach świata.
W 2004 roku grupa zatańczyła w przerwie podczas finału 49. Konkursu Piosenki Eurowizji. 
Od pięciu lat zespół przedstawia program Evolution, stanowiący syntezę utworów tanecznych z różnych regionów Anatolii. W sezonie letnim występuje pod gołym niebem w amfiteatrze Gloria Aspendos (w pobliżu starożytnego miasta Aspendos). Do zespołu należą dwa rekordy wpisane do księgi Guinnessa: najszybciej zatańczony taniec zespołowy (241 kroków na minutę) i największa widownia obserwująca występ grupy tanecznej (400 tys. ludzi w Ereğli).

## Kierownictwo zespołu
- Dyrektor i główny choreograf: Mustafa Erdoğan (odpowiedzialny za tańce płd. Turcji)
- Kierownik zespołu: Yılmaz Erdoğan
- Choreografowie: Oktay Keresteci (choreografia baletu), Alper Aksoy (tańce egejskie)
- Kostiumy: Sultan Gözcü Özel